# Фрахт
Фрахт (нім. Fracht від ниж.-нім. vracht) — у торговому мореплаванні обумовлена договором або законом плата за перевезення вантажу або за надання судна в користування за договором тайм-чартеру або бербоут-чартеру. Сплачуються перевізникові відправником вантажу або фрахтувальником.
Розмір фрахту встановлюється угодою сторін. За відсутності угоди сторін розмір фрахту обчислюється виходячи із ставок, які використовуються в місці завантаження вантажу й під час завантаження вантажу.
У разі, якщо вантаж поставлений на судно в більшій кількості, ніж передбачено договором, розмір фрахту відповідно збільшується.
Відповідно до «Інкотермс-90» існують такі базові умови постачання: CIF (вартість страхування та фрахт (порт призначення)); CFR (вартість і фрахт (узгоджений порт призначення)); CIP (фрахт і страхування, сплачені до пункту призначення).

## Перевезення контейнерів
Типовий фрахт (вартість перевезення) 20 футового контейнера з портів Азії до північних портів Європи становить близько 1000 USD. Проте ставки можуть падати удвічі.